# 井伊勝利
井伊 勝利（いい かつとし、194*年*月*日 - ）は、東京都出身、群馬県高崎市在住のソフトテニス選手。1979年第三回世界ソフトテニス選手権ダブルス優勝。

## 来歴・人物
中学2年でテニスを始める。イースタングリップからのクロスシュートが得意で法政大時代は『井伊とクロスを打ち合うのは馬鹿だ』といわれた。

## 国際大会代表歴[1]。
第1回世界ソフトテニス選手権(1975)
個人戦準優勝（井伊・稲垣）　団体優勝
第2回世界ソフトテニス選手権(1977)
個人戦準優勝（井伊・稲垣）　団体優勝
第3回世界ソフトテニス選手権(1979)
個人戦優勝（井伊・稲垣）　団体優勝
第9回亜細亜軟式庭球選手権(1973)
　団体優勝